# Dictyandra arborescens
Dictyandra arborescens là một loài thực vật có hoa trong họ Thiến thảo. Loài này được Welw. ex Hook.f. mô tả khoa học đầu tiên năm 1873.